# 美作飯岡駅
美作飯岡駅（みまさかゆうかえき）は岡山県久米郡柵原町（現・美咲町）飯岡に位置していた同和鉱業片上鉄道線の駅（廃駅）である。

## 歴史
- 1931年（昭和6年）2月1日：開業。
  - 当時の所在地表示は岡山県勝田郡飯岡村飯岡であった。
- 1955年（昭和30年）1月1日：柵原町成立に伴い、所在地表示が岡山県久米郡柵原町飯岡になる。
- 1971年（昭和46年）6月1日：無人駅化。
- 1991年（平成3年）7月1日：鉄道路線廃止に伴い廃駅。

## 駅構造
1面1線（以前は2面2線）の無人駅で、隣接する旧吉ヶ原駅と同じ三角屋根の駅舎をもつ。

## 廃止後
2008年（平成20年）現在、駅舎と線路は撤去されているものの、ホーム跡は残っている。

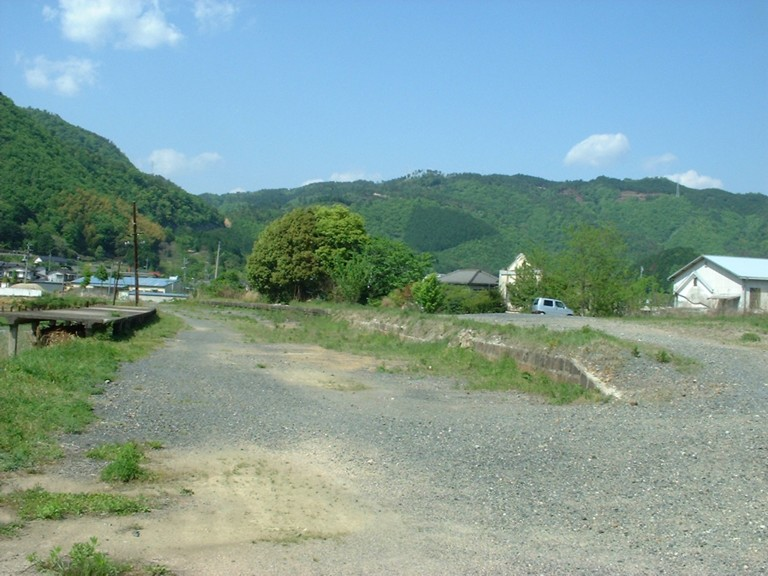
駅跡（2005年4月）

## 隣の駅
同和鉱業
片上鉄道線
周匝駅 - 美作飯岡駅 - 吉ヶ原駅